# Штіубей (Бузеу)
Штіубей (рум. Știubei) — село у повіті Бузеу в Румунії. Входить до складу комуни Римнічелу.
Село розташоване на відстані 133 км на північний схід від Бухареста, 35 км на північний схід від Бузеу, 69 км на захід від Галаца, 123 км на схід від Брашова.

## Населення
За даними перепису населення 2002 року у селі проживала 661 особа.
Національний склад населення села:
| Національність | Кількість осіб | Відсоток |
| -------------- | -------------- | -------- |
| румуни         | 649            | 98,2%    |
| цигани         | 12             | 1,8%     |

Рідною мовою назвали:
| Мова      | Кількість осіб | Відсоток |
| --------- | -------------- | -------- |
| румунська | 649            | 98,2%    |
| циганська | 12             | 1,8%     |